# Brian McDermott
Brian McDermott, född 8 april 1961 i Slough i England, är en engelsk professionell manager och före detta fotbollsspelare. Han inledde sin spelarkarriär i Arsenal och har bland annat spelat i IFK Norrköping och Djurgårdens IF, innan han efter mer än 300 matcher och 18 år som spelare 1996 bytte karriär och istället påbörjade en karriär som manager. Han nådde sin största framgång som manager då han 2012 ledde Reading till seger i Championship och uppflyttning till Premier League inför säsongen 2012/2013. Efter uteblivna framgångar i den högre serien blev han avskedad från klubben i mars 2013. I mitten av säsongen 2015/2016 sparkade Reading dåvarande tränaren Steve Clarke, och McDermott anställdes återigen som huvudtränare i Reading.  
I april 2013 offentliggjordes att McDermott utsetts till ny manager i Leeds United.